# エルンスト・ロイマン
エルンスト・ロイマン（Ernst Leumann、1859年4月11日 - 1931年4月24日）は、スイス出身のドイツのインド学者。ジャイナ教やホータン語の研究がある。日本人留学生が多くロイマンのもとで学んだことでも知られる。

## 経歴
1859年、スイスのトゥールガウ州ベルクでドイツ系の家庭に生まれる。チューリヒ大学とジュネーヴ大学で言語学を、ベルリン大学とライプツィヒ大学でサンスクリットを学んだ。ベルリン大学のアルブレヒト・ヴェーバーにジャイナ教を学び、1881年に『アウパパーティカ（ウヴァヴァーイヤ）・スートラ』の校訂および語彙集でライプツィヒ大学の博士の学位を取得した。
1882年から1884年までオックスフォードでモニエル・モニエル＝ウィリアムズのサンスクリット辞典の改訂にたずさわった。改訂版はモニエルの没した1899年に出版された。
1884年にフラウエンフェルトのカントンスシューレ（ギムナジウム）の教師の職を得た。同年ドイツに帰化し、ストラスブール大学（当時はカイザー・ヴィルヘルム大学シュトラースブルク）のサンスクリット教授に就任した。1909年から1910年には学長をつとめた。第一次世界大戦後の1919年にストラスブールがフランス領になると、フライブルク大学の名誉教授になった。
19世紀末に浄土宗第1期海外留学生として荻原雲来や渡辺海旭らがストラスブール大学に留学してロイマンに学んだ。フライブルク時代には渡辺照宏ら多数がロイマンに学び、日本人の方がドイツ人学生よりも多かった。

## 家族・親族
- 子：マヌ・ロイマンは印欧語学者。

## 研究内容・主な業績
- ロイマンの著書は多く未完成ないし原稿のまま残され、没後に他の学者によって編集・公刊された。ロイマンの研究は多くが未完成でかつ難解であったため、同時代の学者にほとんど無視され[5]、現在では半ば忘れられた存在になっている[6]。
- サンスクリットに関してはモニエル辞典の改訂のほか、弟と共著でサンスクリット語源辞典作成の計画を立てたが、aからjūまでで中断している。
  - Ernst und Julius Leumann (1907). Etymologisches Wörterbuch der Sanskrit-Sprache. Leipzig: Harrassowitz
- 晩年、藤田真道・渡辺照宏と共著で『マハーヴァストゥ』のドイツ語訳を行っていたが、完成前に没した[7]。

### ジャイナ教に関する研究
ロイマンは博士論文以来ジャイナ教を研究した。中でも『アーヴァシヤカ（アーヴァッサ）』を「いわばジャイナ教徒の主の祈り」にあたると考えて研究したが、ほとんどが原稿のまま残され、没後に教え子のヴァルター・シュブリングによって出版された。
- Die Āvaśyaka-Erzählungen. Abhandlungen für die Kunde des Morgenlandes. 10/2. Leipzig: Brockhaus. (1897)
- Walther Schubring, ed (1934). Übersicht über die Āvaśyaka-Literatur. Friederichsen, de Gruyter

1993年にフランスのジャイナ教研究者であるナリニー・バルビールがロイマンの1897年の論文をリプリントし、フランス語訳と追補・語彙集をつけて出版した。
- Nalini Balbir (1993). Āvaśyaka-Studien. Stuttgart: Franz Steiner

バルビールはまたロイマンの論文集を1998年に出版した。序にロイマンの詳しい伝記を含む。
- Nalini Balbir, ed (1998). Kleine Schriften. Stuttgart: Franz Steiner

### ホータン語に関する研究
1907年以降、中央アジアで発見されたホータン語（ロイマンは「北アーリア語」と呼んだ）仏典の研究を発表した。
- Zur nordarischen Sprache und Literatur: Vorbemerkungen und vier Aufsätze mit Glossar. Strassburg: Trübner. (1912)（ホータン語の特徴と、ホータン語金剛般若経・無量寿陀羅尼の断片、およびホータン出土理趣経梵本）
- Buddhistische Literatur: nordarisch und deutsch: I. Teil. Abhandlungen für die Kunde des Morgenlandes. 15/2. Leipzig: Brockhaus. (1920)（ホータン語仏典の研究。巻1のみ）
- Neue Metrik. 1. Berlin. (1920)（ホータン語韻律研究。巻1のみ）

現在『ザンバスタの書』と呼ばれるホータン語写本の研究を、1919年に「弥勒会(Maitreya-samiti)」として発表した。その後も研究を続け、没後に子のマヌ・ロイマンによって編集・出版された。
- Maitreya-samiti, das Zukunftsideal der Buddhisten. Strassburg: Trübner. (1919)
- Manu Leumann, ed (1933-1936). Das nordarische (sakische) Lehrgedicht des Buddhismus. Abhandlungen für die Kunde des Morgenlandes. 20/1-3. Leipzig: Brockhaus